# Shabba Doo
Adolfo Quiñones (Chicago, Illinois, 11 de mayo de 1955-Ibidem, 30 de diciembre de 2020), más conocido como Shabba Doo, fue un actor, bailarín y coreógrafo estadounidense. Es conocido por su papel de Orlando "Ozone" en la película de breakdance, Breakin' y su secuela.

## Carrera
Quiñones nació y se crio en Chicago, Illinois, Estados Unidos; su padre era puertorriqueño y su madre era afroamericana. Su madre lo crio como madre soltera desde los tres años. Tenía una hermana menor, Fawn Quiñones, que también era bailarina, y aparecía con frecuencia en el programa de televisión de variedades musicales Soul Train. 
Como miembro de The Original Lockers junto con Don "Campbellock" Campbell, Fred "Rerun" Berry y Toni Basil, se convirtió en uno de los innovadores del estilo de baile comúnmente conocido como lockers.
Tuvo su momento de éxito en la década de 1980, tras interpretar a Ozone en la exitosa película de culto de 1984, Breakin', así como en su secuela, Breakin' 2: Electric Boogaloo. Apareció en Rave - Dancing to a Different Beat, que también dirigió.
En televisión hizo apariciones especiales en The Super Mario Bros Super Show!, Married... with Children, Miami Vice, What's Happening!!, Saturday Night Live y Choose Your Own Adventure de Lawrence Leung.
Además de su trabajo en la pantalla grande, también coreografió y apareció en el video de All Night Long de Lionel Richie, y en el video musical de la canción de 1984 de Chaka Khan llamado I Feel for You. Realizó toda la coreografía de la gira de Madonna llamada Who's That Girl y fue el bailarín principal, fue coreógrafo de Luther Vandross, entre otras cosas. Se desempeñó como coreógrafo de la comedia de situación de MTV de Jamie Kennedy, Blowin' Up. Coreografió la presentación de Three Six Mafia en la 78.ª edición de los Premios de la Academia; el grupo ganó el Oscar a la mejor canción original por su canción It's Hard Out Here for a Pimp.

## Premios
Por su trabajo recibió premios como el Lifetime Achievement Award por sus sobresalientes contribuciones al hip-hop que hizo al programa The Carnival: Choreographer's Ball. También ganó el premio Drama Critic's Circle a la mejor coreografía por el musical 'Standup Tragedy'.

## Fallecimiento
El actor, bailarín y coreógrafo Adolfo Quiñones, conocido por su nombre artístico de Shabba Doo, fue encontrado muerto en su casa el 30 de diciembre de 2020 a los 65 años. Algunos días antes manifestó un fuerte resfrío, por lo que fue hisopado para descartar COVID-19 dando el resultado negativo. El día anterior había subido un posteo a su cuenta de instagram donde había expresado que su salud había mejorado.

## Filmografía
| Film       | Film                              | Film                                 | Film                           |
| Año        | Título                            | Rol                                  | Nota                           |
| ---------- | --------------------------------- | ------------------------------------ | ------------------------------ |
| 1978       | Disco Fever                       | Bailarín en Jet                      |                                |
| 1980       | Xanadu (película)                 | Uno de los bailarines de breakdance. | No acreditado                  |
| 1984       | Breakin'                          | Ozone / Orlando                      |                                |
| 1984       | Breakin' 2: Electric Boogaloo     | Ozone                                |                                |
| 1989       | Tango & Cash                      | Bailarín                             |                                |
| 1990       | Lambada                           | Ramone                               |                                |
| 1993       | Rave, Dancing to a Different Beat |                                      |                                |
| 1995       | Steel Frontier                    | Diácono                              |                                |
| Televisión |                                   |                                      |                                |
| Año        | Título                            | Rol                                  | Nota                           |
| 1976       | What's Happening!!                | Bailarín Rocket                      | Episodio: "My Three Tons"      |
| 1980       | The Big Show                      |                                      |                                |
| 1985       | Miami Vice                        | Pepe                                 | Episodio: "The Maze"           |
| 1989       | The Super Mario Bros. Super Show! | El mismo                             | Episode: "Dance"               |
| 1990       | Married... with Children          | Cecil                                | Episodio: "Rock and Roll Girl" |
| 1991       | The Sitter                        | Nick                                 | Película para televisión       |